# ぺるとも
ぺるとも（1998年5月2日 - ）は、日本の大喜利プレイヤー。また、YouTubeチャンネル「こんにちパンクール」のメンバーとしても活動している。

## 来歴
富山県滑川市出身。父の仕事の都合により国内外を転々とした後、2008年から2012年に日本に帰国するまで、ペルーに在住していた。2010年にアメーバピグ内で行われた大喜利をきっかけに大喜利を始める。その後、2014年に生大喜利に初参加する。大喜利千景などへのライブ出演を経て、「閉運！ぺるとも神社」などといった自身の名前を冠したライブが開催されるようになる。
2022年1月から、7人組のYouTubeチャンネル「こんにちパンクール」としての活動を始める。

## 人物
青山学院大学ナショグルお笑い愛好会にて学生芸人をしていた経験はあるものの、芸人や作家ではない。国家試験の勉強をしていたものの、2023年5月には勉強はもうしておらず、仕事のかたわら大喜利ライブに出演している。

## 大会等の戦績
- 2019年 ほっとけない学生芸人GP大喜利の部 優勝[10]
- 2020年 EOT-extreme oogiri tournament- 第六章 優勝[11]
- 2023年 第2回『AUN〜新呼吸〜』 優勝[12]（ハチカイ警備員とのユニット、こんにちパンクールとして）
- 2023年 第6回『AUN〜コンビ大喜利王決定戦〜』 優勝[13][14]（ハチカイ警備員とのユニット、こんにちパンクールとして）
- 2024年 第8回『AUN〜コンビ大喜利王決定戦〜』 優勝 （ハチカイ警備員とのユニット、こんにちパンクールとして）

## 出演

### ラジオ
- ラジオクロワッサン（YouTube、2019年11月10日 - ）大喜利プレイヤー・冬の鬼とハチカイ警備員によるネットラジオ[15]